# Большая Казачья улица (Саратов)
Больша́я Каза́чья у́лица (в начале 30-х годов у́лица Кутяко́ва, с 1938 по 1991 У́лица XX лет ВЛКСМ) — одна из центральных улиц Саратова. Проходит от улицы Максима Горького до Аткарской улицы.

## История
В 1774 году после пожара в Саратове астраханский губернатор Кречетников в докладной записке по плану застройки города писал, что казаков можно поселять за городским валом в особых кварталах, «как они люди оружейные, то, имея их у самого города на близком жительстве, скорее можно при случае каких-либо на базаре смятений или драк оные укрощать…»
Нынешняя улица образована согласно генплану 1811 года. Документы 1813 года уже называют Большой Казачьей. Но это возникшее в народе название не понравилось городским властям, и улицу переименовывали в Театральную, поскольку начиналась она недалеко от здания театра, построенного на площади. Начиная с 40-х годов XIX века это название, наряду со старым, встречается на картах и в газетах. Однако к концу века оно стало малоупотребительным, и старое название — Большая Казачья — вытесняет его и «доживает» до начала 30-х годов XX века, когда улице присвоили имя Кутякова. Однако вскоре она была переименована обратно. А в 1938 году в связи с юбилеем Ленинского комсомола она была переименована в улицу XX лет ВЛКСМ.

Барельеф памяти Олега Янковского

На этой улице прошли детство и юность Олега Янковского. После его смерти в 2011 году была торжественно открыта мемориальная доска — барельеф по адресу: Большая Казачья 16.
В 1991 году ей возвратили исконное название — Большая Казачья.

## Расположение
Нумерация домов начинается от улицы Горького. Б. Казачья пересекает:
- Вольскую улицу;
- улицу Чапаева;
- Мирный переулок;
- улицу Рахова;
- улицу Пугачёва Е. И.;
- Астраханскую;
- Железнодорожную;
- Университетскую;
- улицу Степана Разина;
- и заканчивается у Аткарской.

## Памятники
- 5, 8 и 9 корпуса СГУ и 4 корпус СГМУ (ОКН[6], часть ансамбля университетского квартала по проекту К. Л. Мюфке);
- дом Черномашенцевой (ОКН регионального значения[6]);
- дом Палемберг (ОКН регионального значения[6]);
- дом Петрова (модерн, ОКН регионального значения[6]);
- жилой дом — Б. Казачья, 100 (архитектор Т. Г. Ботяновский, сталинский ампир);
- электростанция и трамвайное управление (архитектор Ю. Терликов, модерн) — Б. Казачья, 110

## Транспорт
От Университетской до Аткарской по Б. Казачьей проходят троллейбусные маршруты № 2, 2А, 16 и дублирующие их маршрутные такси.
В 80-е годы XX века в связи с организацией одностороннего движения в центре города Б. Казачья стала односторонней по направлению от Горького к Астраханской, между Астраханской и Аткарской осталась двусторонней.
С конца 70-х годов на улице была организована система «зелёная волна».